# バスケットボール (ボール)

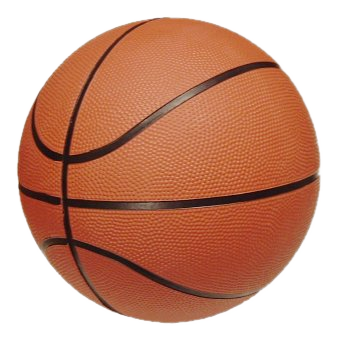
標準的なバスケットボール

昔のバスケットボール

バスケットボール（英: Basketball）は、バスケットボールの試合で使用されるボール。
バスケットボールの大きさは、プロモーション用のアイテムとして使われる直径数インチぐらいのものから、選手の技術向上のために使われる直径1フィート（30cm）ぐらいのものまでがある。NBAで用いられる標準的なバスケットボールの大きさは周囲29.5～29.875インチ（75～75.88cm）である。
ほとんどすべてのバスケットボールは内部が繊維で何層にも包まれていて、表面は革もしくはそれっぽいものになっている。大部分の球技で使われるボールと同じように、バスケットボールには内圧を変化させるための小さな穴がある。ボールの表面にはリブがはめ込まれていてそれはボールの表面とは対照的な色をしている。ボールの表面がオレンジ色でリブが黒色で時々会社名のロゴが入っているというのが伝統的なバスケットボールのデザインである。
ボールは一般的に屋内用か屋内屋外両用に設計されている。屋内用のボールは屋内屋外両用のボールと比べてかなり高価である。そのうえ、新しい革の屋内用のボールは試合で使う前に最適なボールの握り具合を得るために十分に使い慣らされていないといけない。屋内用のボールを屋外で使用すると、アスファルトとほこりと湿気によりボールを傷つけ非常に短い期間で滅ぼしてしまう。屋内屋外両用のボールが娯楽用として薦められているのはそのためである。